# 河信基
河 信基（ハ・シンギ、하신기、1946年 - ）は、作家、ジャーナリスト、評論家。兵庫県姫路市生まれ。

## 経歴
1971年、中央大学法学部卒業。朝鮮総連系新聞の朝鮮新報社記者、朝鮮大学校講座長（学科主任教授）を経て作家活動に入る。朴正煕を「開発独裁」と評価し、鄧小平の改革開放政策のモデルとなったと俯瞰し、北朝鮮経済再建の方向性を与えていると主張する。特にウクライナ戦争による地政学的な変化の中、金正恩の北朝鮮はロシア、中国との旧同盟関係復活で安保状況を安定させ、経済再建の環境を整え、戦後日本経済復興の契機となった旧朝鮮戦争特需のようなウクライナ戦争特需で高度経済成長軌道に乗るだろうと分析している。また、アジアからの米軍撤退が不可避の新情勢の下、過度の米軍依存の安保政策は中国、ロシアとの対立を激化させ、「日本有事」を招きかねないと警鐘を鳴らしている。
天安沈没事件の際に、韓国国会推薦の専門委員3人、米国・オーストラリア・英国・スウェーデン4か国の専門家24人が参加して、科学捜査、爆発類型分析、船体構造管理、情報分析など調査活動を実施して北朝鮮の犯行だと指摘したが、「国防部が主導した名前だけの国際軍民調査団 の最終報告」「国際軍民合同調査団といっても、実質的な調査に当たっているのは韓国軍特殊部隊であり、米英豪・スウェーデンの調査委員は結果を見せられているだけに過ぎない」と主張し、過度に南北対立を煽るべきでないと指摘した。

## 著書

### 単著
- 『朝鮮が統一する日――盧泰愚大統領の挑戦』（日本評論社、1990年）
- 『韓国を強国に変えた男 朴正煕――その知られざる思想と生涯』（光人社、1996年）
  - 改訂『韓国を強国に変えた男 朴正煕――その知られざる思想と生涯』（光人社NF文庫、2004年5月）
- 『酒鬼薔薇聖斗の告白―悪魔に憑かれたとき』（元就出版社、1998年）
- 『代議士の自決―新井将敬の真実』（三一書房、1999年）
  - 増補『日本改革の今昔―首相を目指した在日 新井将敬』（彩流社、2017年6月）
- 『韓国IT革命の勝利』（宝島社、2000年）
- 『金正日の後継者は「在日」の息子--日本のメディアが報じない北朝鮮「高度成長」論』（講談社、2004年12月）
- 『証言「北」ビジネス裏外交--金正日と稲山嘉寛、小泉、金丸をつなぐもの』（講談社、2008年11月)
- 『二人のプリンスと中国共産党　張作霖の直系孫が語る天皇裕仁・張学良・習近平』（彩流社、2015年12月）
- 『ウクライナ戦争と日本有事』（彩流社、2023年9月）

### 共著
- 『韓国』（「北朝鮮事情」、金両基監修、新潮社、1993年）
- 『戦後世界の政治指導者50人』（「金日成」、大東文化大学戦後史研究会編、自由国民社、2002年）
- 『酒鬼薔薇聖斗への手紙―生きていく人として』（宝島社、2003年)
- 『朝鮮半島の和解・協力１０年』（御茶ノ水書房2009年）

## 論文
- 『法社会学における方法論上の若干の問題――「客観」概念の意義について』（日本法社会学会編「法意識の研究」、1983年）
- 『韓中ソ国交正常化と日本――「同伴者」になりうるか』（岩波書店「世界」、1990年7月号）
- 『南北朝鮮国連同時加盟――統一に不可欠な北朝鮮再建の視点』（毎日新聞社「エコノミスト」、1991年10月8日号）
- 『金正日密封国家の権力構造』（産経新聞社「正論」、1994年9月号）
- 『韓国の対日軍事シフトの意味』（「正論」、1994年12月号）
- 『金正日後継問題を読み解く鍵』（「正論」、2004年4月号）
- 『懐刀を切って賭けに出た金正日の成算』（「正論」、2004年7月号）
- 『韓国核武装の悪夢』（「正論」、2004年12月号）
- 『金正日と文鮮明の意外な関係』（「正論」、2005年3月号）
- 「金正恩の新外交戦略ー『交戦中の二つの国家』の深層分析」（東北亜未来構想研究所INAF、２０２４年３月１１日）